# Nokotahäst
Nokotahästen är en erkänd och unik ras, som härstammar från vildhästar som infångats i Theodore Roosevelt National Park, North Dakota i USA och vilka en gång var i allmänt bruk likt de svenska lantraserna. Rasen har varit en viktig del av North Dakotas kultur i hundratals år, bland lakota-, dakota- och nakotafolken (kända av sina fiendefolk under beteckningen Sioux) såväl som bland nybyggare, och har blivit utsedd till North Dakotas Hedershäst för dess roll i North Dakotas historia. Idag föds majoriteten av de kvarvarande nokotahästarna upp i halvvilt tillstånd av Nokota Horse Conservancy (NHC) och i samarbete med NHC av Leo och Frank Kuntz, vilka upptäckte hästarna när de sökte efter mer hållbara hästar med gott lynne att använda i the Great American Horse Race. NHC:s rasregister skiljer på fyra typer av nokota: National Park Ranch (NPR), National Park Traditional (NPT), National Park Cross (NPC) och National Park Part Blood (NPPB), vilka skiljs åt beroende på kroppsbyggnad och eventuell grad av inkorsning. 

## Historia
Nokotahästen har vunnit sin unika karaktär från att under hundratals år ha utvecklats i den oländiga naturen i sydvästra hörnet av North Dakota. Vildhästar i området omnämns redan i och med att ranchdriften anlände till North Dakota under 1800-talet. Hästarnas exakta ursprung är oklart, men vilda hästar fångades konstant in och andra släpptes ut av såväl ranchfolk, kavalleriet som av indianer. De olika användarna hade dock som regel olika önskemål på sina hästar. Bland ranchfolk och kavallerister var inkorsning med fullblod och kallblod vanligt för att skapa en större och mer förädlad respektive kraftigare häst medan den typiska indianponnyn var just en härdad, men smidig häst i ponnymåttet.
Den mest tongivande bland västerlänningar att uppskatta indianponnyns egenskaper var Marquis de Mores. De Mores var en fransk aristokrat som startade ett ranchimperium i västra North Dakota och köpte 250 hästar ur lakotahövdingen Sitting Bulls hjord, vilken konfiskerades vid Lakotafolkets kapitulation i Fort Buford 1881. Fransmannen och hans fru fick god nytta av hästarna och strävade efter att hålla hjorden så fri från inkorsning som möjligt. Men året efter övergav paret sitt hem i Medora, staden som Marquisen byggt upp och döpt efter sin fru och hästarna såldes. Ett sextiotal köptes av HT Ranch, ägd av A.C. Huidekoper, som utvecklade den till en av landets större hästrancher och hästarna fick där föra vidare sina unika gener i avel av ranch-, diligens- och polohästar. Hästnäringen levde sida vid sida och i symbios med vildhästarna och det var inte ovanligt att hjordarna blandades och delade karaktärer. Vissa grupper av vildhästar behöll sin indianponnykaraktär medan andra influerades mer av ranch- och diligenshästaveln och i dagens nokotahästar hittar man båda typer. Vildhästarna omnämndes ofta, bland annat beskrevs de av den amerikanske presidenten Theodore Roosevelt, som drev en ranch nära Medora 1883-1886:
| ” | På väldigt många – faktiskt på de flesta – platser kan vilda hästar hittas, vilka, även om alltid av tamt ursprung, varande antingen själva rymlingar från någon ranch eller indianby, eller hävdande så för deras fäder och mödrar, ändå är precis lika vilda som de antiloper vars domän de inkräktar på. | „ |

Med tiden förändrades ranchdriften i området och så gjorde synen på de vilda hästar som levde där. Vid början av nittonhundratalet blev hästarna utpekade som den främsta konkurrenten till den alltmer intensiva kreatursdriften och nystartade jordbruk. Många hästar ringades in men endast få fick möjlighet att leva vidare på rancherna. Resten såldes till slakt eller sköts på plats. Från 1930-talet och genom 1950-talet samarbetade statliga instanser med ranchägare för att avlägsna vildhästarna från västra North Dakota men man lyckades aldrig fullständigt. De hästar som undkom förföljelsen var ofta av indianponnytypen och områdets vildhästhjord återfick så småningom mer av den karaktär som de konfiskerade hästarna från Fort Buford hade. När Theodore Roosevelt National Park skapades 1947 i syfte att bevara områdets karaktär som den var under presidentens tid som ranchägare där och som gjort så stort intryck på honom, stängslades några av de återstående hjordarna av misstag in men lämnades i fred och kom att utgöra North Dakotas sista vildhästar.
Hästarna lämnades ett tag i fred i nationalparken, men parkförvaltningen hävdade att hästarna inte var en del av den naturliga faunan och under 1970-talet blev parken undantagen från de lagar som bildats för att skydda vilda hästar och åsnor. En demonstrationshjord behölls, men det beslutades snart att denna inte uppnådde parkens önskemål på hästarnas karaktär. Parkförvaltningen avlägsnade därför selektivt ett antal dominanta hingstar som inte mötte dess krav och införde i deras plats fem hingstar, varav två ur andra vildhästhjordar, en fd rodeohäst med shireursprung, en quarter och en arab. 

Leo och Frank Kuntz hade blivit intresserade av hästarna redan på 1970-talet då de hade köpt några hästar att använda på sin ranch som avelshästar och för sin favoritsport, terrängkapplöpning. När nationalparken fortsatte att avlägsna fler och fler hästar av den ursprungliga typen beslöt sig bröderna för att köpa så många av hästarna som de kunde för att bevara rasen. Bröderna menade att hästarna hade ett biologiskt och även historiskt värde och att hästarna hade en otrolig uthållning och kondition. De undersökte hästarnas rötter och hittade då länken mellan områdets vildhästar och lakotahövdingen Sitting Bull. De två bröderna ägnade sina liv åt att skydda hästarna och bygga upp stammarna igen. Indianstammar och även anhängare till bröderna började nu kräva av myndigheterna att nokotahästarna skulle skyddas och dessutom få utmärkelsen "Honorary State Equine". En förening för rasen startades dock inte förrän år 1999 och innan dess var bröderna och deras anhängare rasens enda beskyddare.

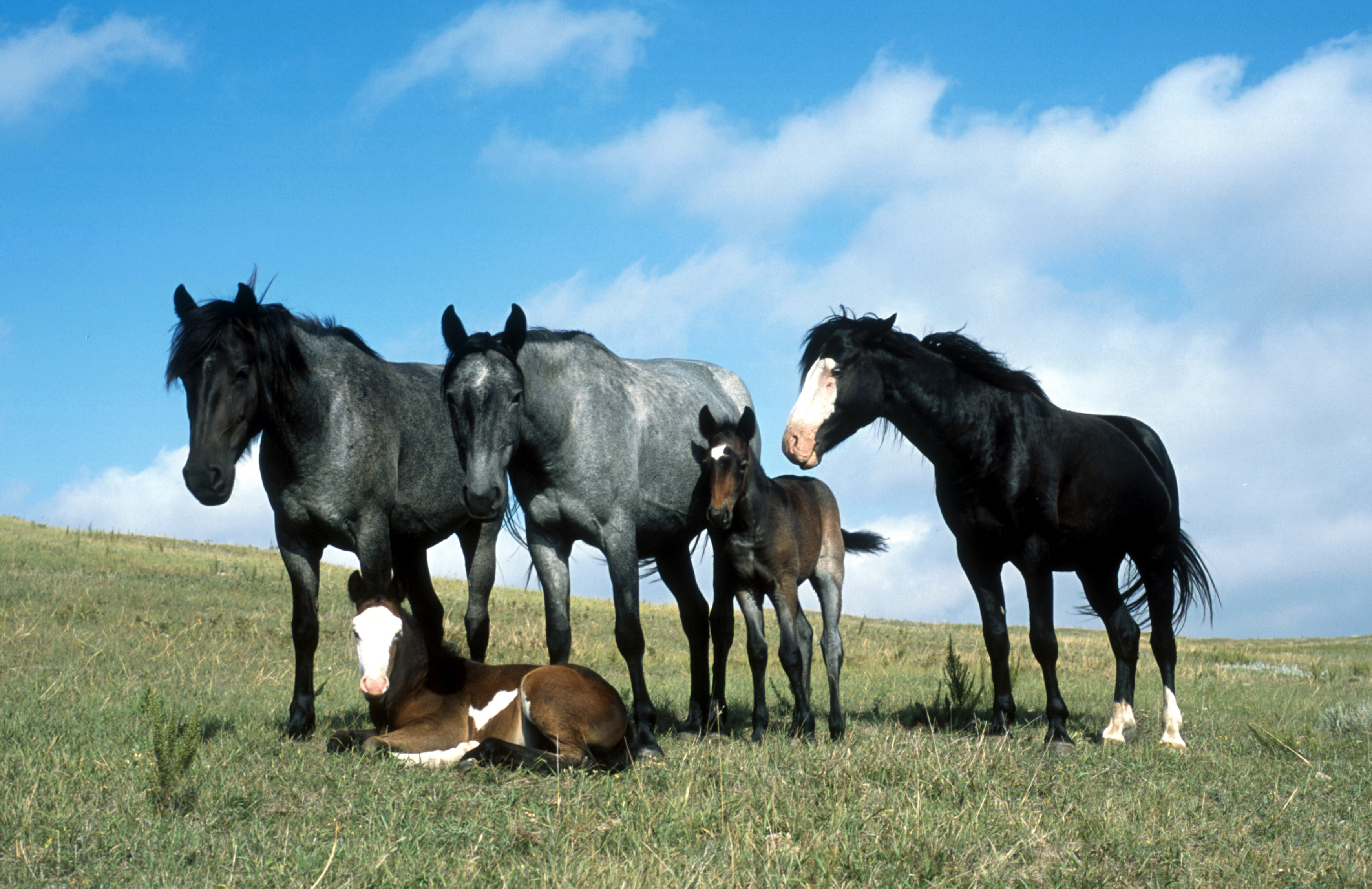
Nokotahingsten Jumping Jack med ston

1996 hade TV-kanalen ABC en dokumentär om hästarna och bröderna Kuntzs arbete för att bevara rasen vilket gjorde att ögonen öppnades för många i delstaten. Hästarna har idag levt under skydd av föreningen nokota Horse Conservancy och det största antalet hästar ägs av föreningen och bröderna Kuntz även om några få privata familjer håller sig med nokotahästar. Idag anses rasen vara någorlunda räddad, så fokus har flyttats till att avla fram nokotahästar med hög kvalitet och att ättlingarna så småningom ska kunna bli en egen, ny, hästras.
År 2008 korsade de första nokotahästarna Atlanten, då fyra hästar importerades till Frankrike och sedan november 2010 finns även tio nokota i Sverige.

## Egenskaper
Nokotahästarnas utveckling som vildhästar har gjort dem extremt tåliga och sunda av naturen. Hästarna beskrivs även som intelligenta och riktiga problemlösare. 

Hästarna kan ha olika storlek, men har gemensamt en stark benstomme och kraftigt sluttande, bakifrån sett rektangulärt kors. Ögonen är stora och utstrålar intelligens och vänlighet. Nokotan uppvisar de flesta färger. Men de dominerande färgerna är svart, svart konstantskimmel och skimmel. Brun och fux förekommer men inte i samma grad. Det förekommer även en del blackar med primitiva tecken som zebraränder på benen eller ål på ryggen, dvs en mörkare rand som löper från nacken, genom manen, över ryggen och ner i svansen. Skäckanlagen overo, sabino och tobiano är ganska vanliga hos nokotan, men det är enbart bland korsningar man hittar tobianoskäckar, då tobianoanlaget inte förekom i den ursprungliga vilda populationen.

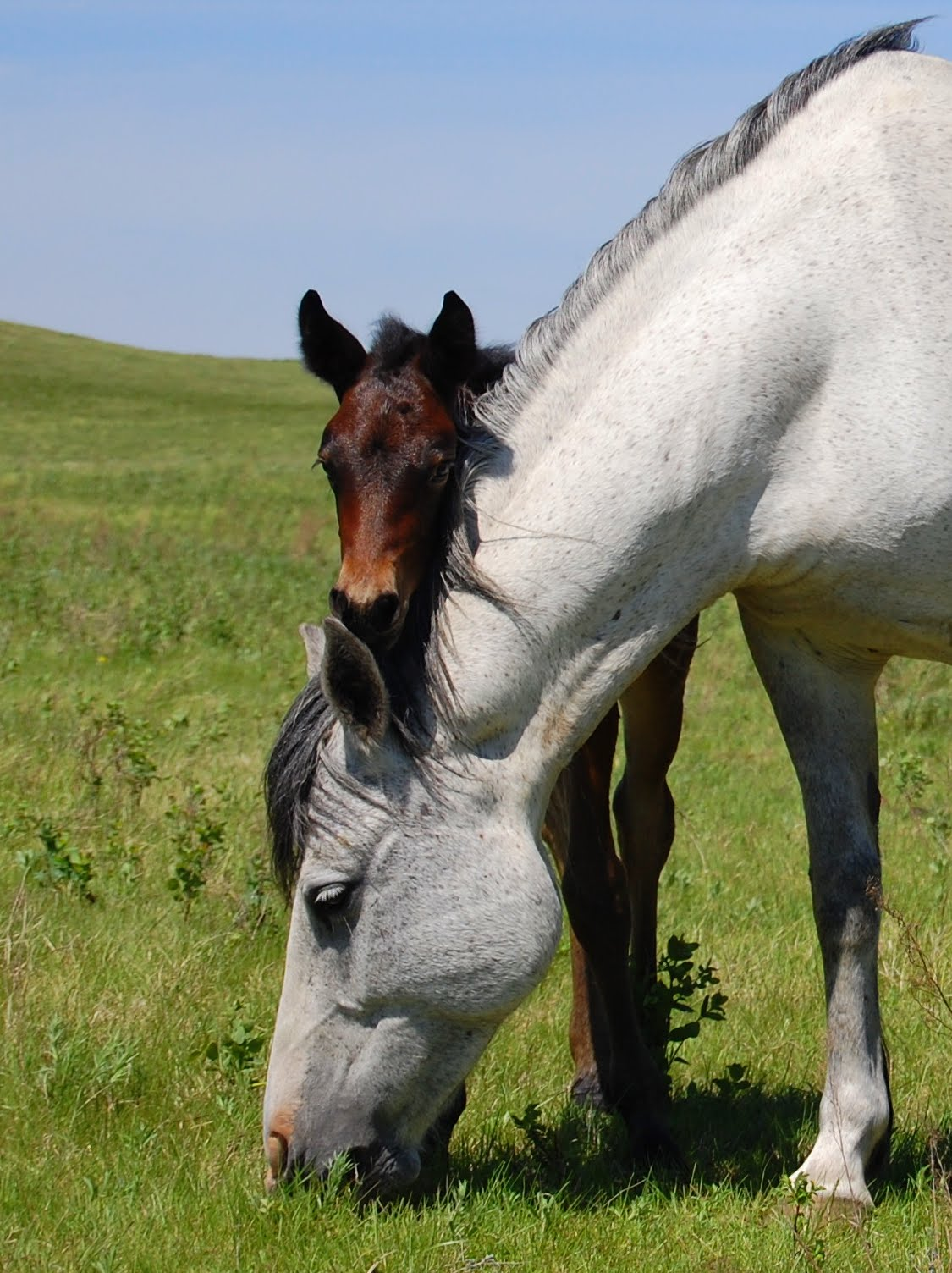
Nokotasto med föl

En tam nokotahäst är arbetsvillig och har lätt för att komma överens med sina ägare. De är snälla, pålitliga och modiga hästar. Framförallt är de tänkande hästar som hellre stannar till och funderar över sin situation än flyr om något oväntat dyker upp.
Många av nokotahästarna visar drag från spanska hästar, troligtvis ett arv efter de hästar som släpptes ut i det fria under 1600-talet när spanska conquistadorer intog Amerika. En nokota kallad Blue moon rising, ägd av en kvinna vid namn Margaret Odgers, blev till och med inskriven i den officiella stamboken för hästar i Amerika med spanskt ursprung. Vanligen menas med mustang en häst som har just detta spanska ursprung. Men de nordliga vildhästarna har alltid beskrivits som annorlunda än de mer sydliga mustangerna. Exempelvis sade westernkonstnären Frederick Remington år 1888 om hästarna på nordliga prärien att "The cayuse is generally roan in color, with always a tendency this way, no matter how slight. He is strongly built, heavily muscled, and the only bronco which possesses square quarters. In height he is about 14 hands; and while not possessed with the activity of the Texas horse, he has much more power" (Remington 1889). Dagens nokota har behållit den nordliga vildhästens karaktär och därför benämns den mest korrekt som en vildhästras och inte som en mustangras. Många av nokotans egenskaper verkar komma från hundratals år av anpassning till det nordliga klimatet. En högre kroppsbyggnad förenklar framkomligheten i djup snö, tjockt hovskägg skyddar huden mot skare, och konstantskimmelfärgen som vanligen är ljusare på sommaren och mörkare på vintern gör temperaturregleringen enklare i North Dakotas extrema inlandsklimat.